# Mandeville Films
Mandeville Films es una productora independiente de cine estadounidense con sede en Burbank, California, EE. UU.. Fue fundada en 1995 por el productor de cine, David Hoberman. La compañía se refundó como Mandeville Films and Television en 2002, después de una breve pausa, con Hoberman y Todd Lieberman como copropietarios.

## Historia
El director de cine David Hoberman fundó Mandeville Films en enero de 1995, cuando consiguió un contrato con Walt Disney Studios de producción por cinco años. La compañía tuvo una pausa de cinco años cuando Hoberman se fue para unirse a Hyde Park Entertainment, pero se reformó en 2002, esta vez con un contrato de cinco años con Walt Disney Studios. Hoberman trajo como socio al también productor Todd Lieberman, quien ya había trabajado con Hoberman en Hyde Park Entertainment.
Cuando Mandeville Films volvió en 2003, coprodujo Bringing Down the House junto a Touchstone Pictures. En 2004 se planeó producir dos películas con cada una de estas productoras, Touchstone Pictures y MGM: Walking Tall, Raising Helen, The Last Shot, y Salón de belleza. El estudio volvió con Disney en 2006 para coproducir Eight Below y The Shaggy Dog.
Mandeville Films estuvo asociado con ABC, ya que renovaron sus contratos en julio de 2015, por dos años más.
En mayo de 2018, el contrato de Mandeville Films  terminó con Disney, para así firmar con Universal Studios.

## Filmografía

### Estrenos

#### 1996
- Mr. Wrong (con Touchstone Pictures)

#### 1997
- The 6th Man (con Touchstone Pictures)
- George of the Jungle (con Walt Disney Pictures)

#### 1998
- Senseless (con Dimension Films)
- The Negociator (con Warner Bros. y Regency Enterprises)
- I'll Be Home for Christmas (con Walt Disney Pictures)
- An American Tail: The Treasure of Manhattan Island (con Universal Cartoon Studios (now Universal Animation Studios), TMS-Kyokuichi Corporation (now TMS Entertainment) y Studio Ghibli)

#### 1999
- The Other Sister (con Touchstone Pictures)
- An American Tail: The Mystery of the Night Monster (con Universal Cartoon Studios (now Universal Animation Studios), TMS-Kyokuichi Corporation (now TMS Entertainment) y Studio Ghibli)

#### 2003
- Bringing Down the House (con Touchstone Pictures)

#### 2004
- Walking Tall (con Metro-Goldwyn-Mayer)
- Raising Helen (con Touchstone Pictures)
- The Last Shot (con Touchstone Pictures)

#### 2005
- Salón de belleza (con Metro-Goldwyn-Mayer)

#### 2006
- Eight Below (con Walt Disney Pictures)
- The Shaggy Dog (con Walt Disney Pictures)

#### 2008
- Traidor (con Overture Pictures)
- Un chihuahua de Beverly Hills (con Walt Disney Pictures)
- The Lazarus Project (con Sony Pictures)

#### 2009
- The Proposal (con Touchstone Pictures)
- Surrogates (con Touchstone Pictures)

#### 2010
- The Fighter (con Paramount Pictures)

#### 2011
- The Muppets (con Walt Disney Pictures)[9]

#### 2013
- Warm Bodies (con Summit Entertainment)
- 21 & Over (con  Relativity Media)

#### 2014
- Muppets Most Wanted (con Walt Disney Pictures)

#### 2015
- The Divergent Series: Insurgent (con Summit Entertainment)
- Broken Horses

#### 2016
- The Divergent Series: Allegiant (con Summit Entertainment)
- El Duelo (con Lionsgate)

#### 2017
- La Bella y la Bestia (con Walt Disney Pictures)
- Stronger (con Lionsgate, Roadside Attractions, Bold Films y Nine Stories Productions)
- Wonder (con Lionsgate, Participant Media, y Walden Media)

#### 2018
- Extinction (con Netflix)
- El Gordo y el Flaco (con Summit Entertainment y BBC Films)

#### 2019
- The Aeronauts (con Amazon Studios y FilmNation)

#### 2022
- Chip 'n Dale: Rescue Rangers (con Walt Disney Pictures)

#### Futuros estrenos
- The Fix (con ABC Studios)[10]
- Crenshaw (con Lionsgate, Participant Media y Walden Media)

## Televisión
- Monk, USA Network (2002–09) (con ABC Studios y Universal Television)
- The Kill Point, Spike TV (2007) (con Lions Gate Television)
- Wicked City, ABC (2015) (con ABC Studios)
- The Family, ABC (2016) (con ABC Studios)